# Erik Lambrechts
Erik Lambrechts (Leuven, 17 september 1984) is een Belgische voetbalscheidsrechter.

## Carrière
Erik Lambrechts voetbalde in zijn jeugd voor Kessel-Lo. Als scheidsrechter maakte hij op 27-jarige leeftijd zijn debuut in de Eerste klasse. Op 22 januari 2012 floot hij met KSC Lokeren-Lierse SK zijn eerste wedstrijd op het hoogste niveau.
In juli 2015 werd hij aangewezen om de supercup tussen kampioen AA Gent en bekerwinnaar Club Brugge te leiden.
In maart 2017 floot de Leuvenaar de wedstrijd Roeselare - Antwerp, de terugmatch van de testwedstrijden voor promotie naar eerste klasse A.
Zijn Europees debuut als scheidsrechter kwam er in het seizoen 2014/15. Hij mocht op 24 juli 2014 de voorronde tussen Sligo Rovers en Rosenborg BK in de UEFA Europa League fluiten.
Op 1 mei 2019 floot hij de bekerfinale tussen KAA Gent en KV Mechelen die door Mechelen met 1–2 werd gewonnen. Op 6 mei 2019 werd hij verkozen tot "Scheidsrechter van het Jaar" op het Pro League Gala te Brussel.
In oktober 2023 werd aangekondigd dat Lambrechts geselecteerd werd als scheidsrechter voor de UEFA Champions League en hij floot zijn eerste wedstrijd op 7 november 2023 waarbij Manchester City FC het opnam tegen BSC Young Boys.

## Interlands
| Datum           | Plaats              | Wedstrijd             | Uitslag | Competitie                  | Kreeg geel | Kreeg voor de tweede keer geel en dus rood | Weggestuurd |
| --------------- | ------------------- | --------------------- | ------- | --------------------------- | ---------- | ------------------------------------------ | ----------- |
| 23 maart 2018   | Luik, België        | Japan – Mali          | 1 – 1   | Vriendschappelijk           | 3          | 0                                          | 0           |
| 11 oktober 2020 | Helsinki, Finland   | Finland – Bulgarije   | 2 – 0   | UEFA Nations League 2020/21 | 0          | 0                                          | 0           |
| 28 maart 2021   | Warschau, Polen     | Polen – Andorra       | 3 – 0   | WK 2022 kwalificatie        | 2          | 0                                          | 0           |
| 6 juni 2021     | Enschede, Nederland | Nederland – Georgië   | 3 – 0   | Vriendschappelijk           | 2          | 0                                          | 0           |
| 12 oktober 2021 | Belgrado, Servië    | Servië – Azerbeidzjan | 3 – 1   | WK 2022 kwalificatie        | 2          | 0                                          | 0           |